# L'eresia catara

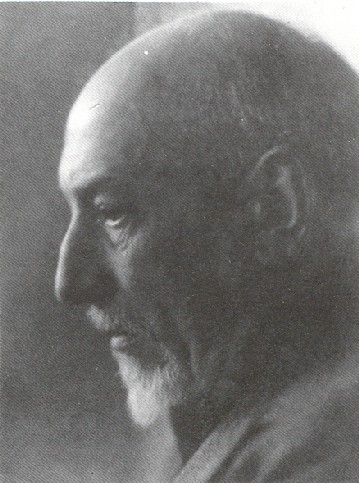
Ritratto di Pirandello

L'eresia catara è una novella scritta da Luigi Pirandello, pubblicata per la prima volta nel 1905 sul giornale "La Riviera Ligure" e poi nella raccolta Erma bifronte (Treves Milano 1906). Nel 1922 fu inclusa come seconda novella nella quinta raccolta delle Novelle per un anno, La mosca.

## Trama
Bernardino Lamis, ordinario di storia delle religioni all'Università di Roma, si propone di controbattere con una memorabile lezione a un omologo docente tedesco che aveva confutato una sua pubblicazione sul catarismo. Lamis, già afflitto da vari problemi familiari e fisici, tra cui una miopia giunta a uno stadio avanzato, non è disposto a incassare lo smacco. Egli sa che il suo corso solitamente non è molto seguito, tuttavia dà per scontata la presenza dei suoi due laureandi, che data l'importanza della lezione sicuramente si attiverebbero per convincere altri studenti a non mancare. Ma a causa della fortissima miopia e in seguito a tutta una serie di circostanze, il professore finisce per tenere la lezione in un'aula di Giurisprudenza, per di più vuota, senza dunque rendersi conto di avere davanti a sé solo i soprabiti degli studenti di legge appoggiati sui banchi; proprio quel giorno uno dei due laureandi non si presenta affatto in università, per via di un'indisposizione, mentre l'altro, giunto all'ateneo in ritardo, riuscirà a trovare Lamis solo a lezione ormai inoltrata.

## Edizioni
- Luigi Pirandello, Novelle per un anno, Prefazione di Corrado Alvaro, Mondadori 1956-1987, 2 volumi. 0001690-7
- Luigi Pirandello, Novelle per un anno, a cura di Mario Costanzo, Prefazione di Giovanni Macchia, I Meridiani, 2 volumi, Arnoldo Mondadori, Milano 1987 EAN: 9788804211921
- Luigi Pirandello, Tutte le novelle, a cura di Lucio Lugnani, Classici Moderni BUR, Milano 2007, 3 volumi.
- Luigi Pirandello, Novelle per un anno, a cura di S. Campailla, Newton Compton, Grandi tascabili economici.I mammut, Roma 2011 Isbn 9788854136601
- Luigi Pirandello, Novelle per un anno, a cura di Pietro Gibellini, Giunti, Firenze 1994, voll. 3.